# Sumatranus albomaculata
Sumatranus albomaculata (суматранська мулова змія) — вид змій родини гомалопсових (Homalopsidae). Ендемік Індонезії. Це єдиний представник монотипового роду Sumatranus. Умовно отруйна змія (реальної небезпеки для людини не становить). 

## Поширення і екологія
Суматранські мулові змії мешкають на Суматрі та на сусідніх островах, зокрема на Ніасі і Сімелуе. Вони живуть у водно-болотних угіддях.